# 武藤裕代
武藤 裕代（むとう ひろよ、1977年6月21日 - ）は、日本の元女子プロレスラー。北海道帯広市出身。身長170cm、体重80kg。血液型O型。

## 経歴
吉本女子プロレスJd'に入門し、1998年8月28日に対Cooga戦でデビュー。
2001年、同郷の大森ゆかりの下でチョップ修行を行った。
2002年はファング鈴木、救世忍者乱丸とのトリプルスレットとして活動。
2003年3月23日の横浜文化体育館大会でのTAKAみちのくとのシングルマッチを経てタッグを結成。4月13日にWANTED!?からTWF世界タッグ王座のベルトを奪取したが、即日奪還された。5月31日、ファング鈴木とのQOR選手権に敗れ、リングネームがカニみそ花子に強制的に変更されるも、8月10日の再戦では見事勝利し、ベルトと共に元のリングネームを取り戻した。
2003年11月24日川崎市体育館ではクロウに変身、ファング鈴木とタッグを組み、天井付き金網デスマッチスタイルでザ・ブラディー＆桜花由美の持つTWF世界タッグ王座に挑戦しエスケープ勝ちし第20代王者となる。
2003年12月28日の後楽園ホールでは通常ルールでザ・ブラディー＆桜花由美組を相手に初防衛。
2004年1月18日の後楽園ホールで再度ザ・ブラディー＆桜花由美組を相手に防衛戦。LSD2004ルールで5－６で敗れ王座陥落。
2004年4月29日に吉本女子プロレスJd'からJDスター女子プロレスに改称後の路線変更による選手大量解雇後は、同じ境遇の選手達で立ち上げたTeam OKに合流した。チーム解散後の現在はフリーランスとしてリングに上がっている。また、ガッツワールドには松井ファミリーの姉、松井裕代として登場している。
2008年12月21日の引退を表明。

## 主な得意技
- Mボム
- 垂直落下式ブレーンバスター
- 袈裟斬りチョップ
- アルゼンチンバックブリーカー
- 青い稲妻

## タイトル歴
吉本女子プロレスJd'
- クイーン・オブ・ザ・リング王座
- TWF世界タッグ王座

第16代(パートナーはTAKAみちのく)
- Jd'ジュニア王座

## 映画出演
- ワイルド・フラワーズ